# Bosch en Vaart
Bosch en Vaart is een buurt in de Haarlemse wijk Haarlemmerhoutkwartier in stadsdeel Haarlem Zuid-West. De buurt kende zo'n 2.025 inwoners in 2017 en is pal gelegen naast het grootste park van de stad, de Haarlemmerhout. De noordgrens van de buurt wordt bepaald door de Schouwtjeslaan, de oostelijke door de Wagenweg, de zuidelijke door de bomenrij van Eindenhout en de westelijke grens wordt bepaald door de Leidsevaart

## Geschiedenis
De naam Bosch en Vaart is afkomstig van de vroeger hier gelegen buitenplaats Bosch en Vaart. In 1707 begint Dirk van Lennep met de uitbreiding van een hofstede tot statige buitenplaats. In 1753 breidde Willem Nicolaasz Kops de buitenplaats uit met een overplaats. Hij kocht de herberg Nieuwenhout, die later werd omgevormd tot een zelfstandige buitenplaats, Zomerlust. In 1899 wordt de buitenplaats met landerijen verkocht om in 1901 plaats te maken voor een woonwijk. De wijk is sinds het begin van de 20e eeuw gelegen tussen de Leidsevaart en de Haarlemmerhout. Het was een van de eerste commerciële projectontwikkelingen van Nederland van voor de Tweede Wereldoorlog. Eerder vond voornamelijk de gegoede burgerij onderdak in de verschillende herenhuizen met rijke architectuur. In de buurt is vrijwel gebruik gemaakt van alle stijlen die rond 1900 in Nederland in zwang waren zoals; historicisme, eclectisme, maar ook art nouveau en de Amsterdamse School. Er is zelfs een huis als typisch Zwitsers chalet in deze buurt te vinden, evenals huizen in Engelse landhuisstijl.
De laatste jaren ontwikkelde deze buurt zich tot een toevluchtsoord van jonge gezinnen, vaak uit steden als Amsterdam. Zij prijzen het sociale aspect en het rustige, groene karakter van de buurt.